# Fêtes et jours fériés en Transnistrie

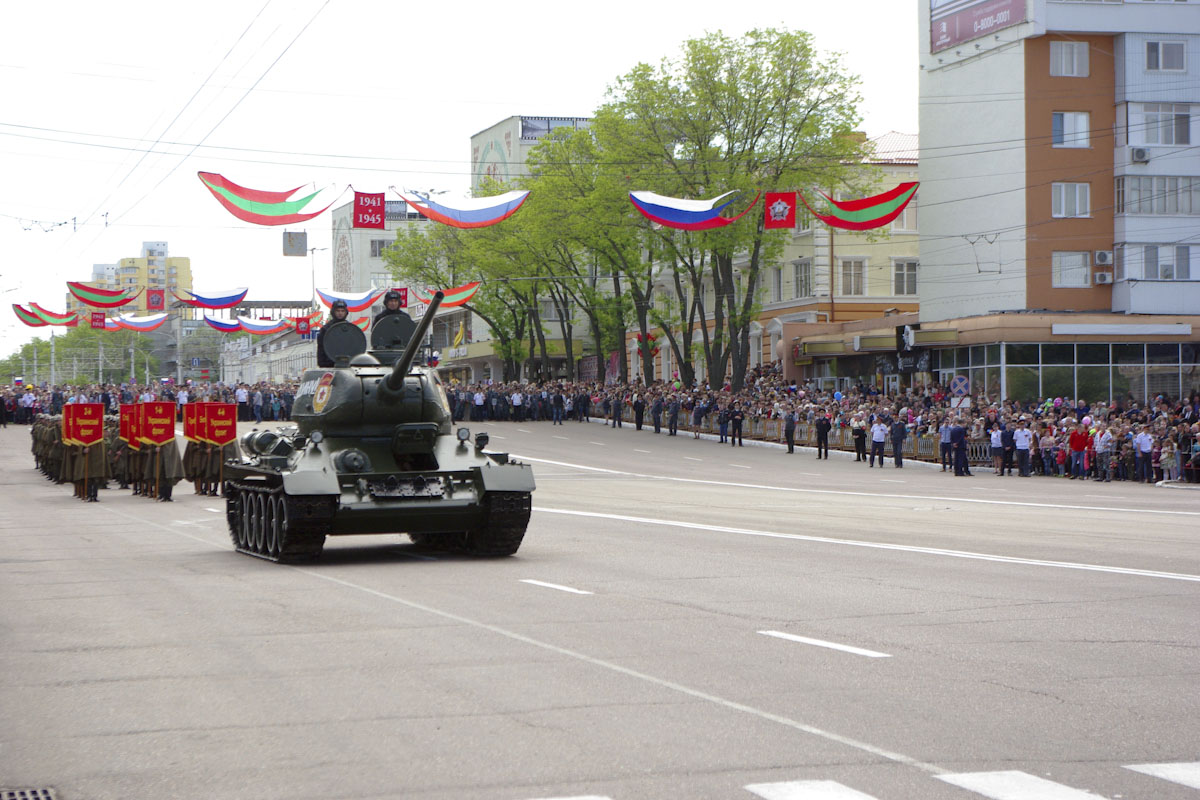
Défilé lors du Jour de la victoire (Tiraspol, le 9 mai 2017)

Durant les jours fériés en Transnistrie, les bureaux du gouvernement, les bureaux des missions étrangères (l'Organisation pour la sécurité et la coopération en Europe par exemple) et certains magasins sont ordonnés de fermer.

## Jours fériés officiels
- 1-2 janvier - Jour de l'an (Новый Год)
- 7 janvier - Noël orthodoxe (Рождество)
- 23 février - Jour du défenseur de la patrie (День защитника отечества)
- 8 mars - Journée internationale des femmes (Восьмое марта)
- mars/avril - Pâques catholique
- 12 avril - Jour de la libération [1]
- 28 avril - Jour de santé et sécurité au travail
- avril/mai - Pâques orthodoxe
- avril/mai, neuf jours après Pâques - Jour de la commémoration
- 1-2 mai - Fête du travail (День международной солидарности трудящихся)
- 9 mai - Jour de la victoire (День Победы)
- 18 mai - Jour des musées
- 28 juillet - Jour de Maintien de la paix [2],[3]
- 2 septembre - Fête nationale de l’indépendance (День независимости)
- 17 septembre - Jour du référendum sur l’indépendance de la Transnistrie
- 7 novembre - Jour de la Révolution d'octobre (День Октябрьской революции)
- 27 novembre - Fête des Mères
- 24 décembre - Jour de la constitution (День Конституции Приднестровской Молдавской Республики)
- 25 décembre - Noël catholique

## Jours fériés pour certains professionnels
- 10 février - Jour férié pour le service diplomatique
- 17 avril - Jour férié pour les pompiers
- 16 mai - Jour férié pour les membres du ministère de la Sécurité d'État
- 6 septembre - Jour férié pour les Forces armées transnistriennes
- 14 septembre - Jour férié pour les gardes-frontières
- 10 novembre - Jour férié pour les policiers